# Olimpian Ungherea
Olimpian Ungherea (n. 1 iulie 1937, Jugureni, județul interbelic județul Prahova – d. 17 martie 2012, București) a fost un scriitor și mason public român, membru al Marea Lojă Națională a României, fost locotenent al Securității, ofițerul de caz al lui Ion Desideriu Sîrbu.

## Lucrări publicate

### Lucrări de ficțiune/romane polițiste
- 1976 -- Bătrâna domnișoară n-are alibi,  Editura Scrisul Românesc;
- 1977 -- Versiunea maiorului Vlad, Editura Junimea;
- 1979 -- Testamentul, Editura Scrisul Românesc;
- 1982 -- Spovedania unui spion, Editura Dacia;
- 1983 -- Prizonierul speranțelor, Editura Junimea;
- 1985 -- Agent secret, Editura Junimea;
- 1986 -- Egreta Brăncovenilor, Editura Scrisul Românesc;
- 1990 -- Pădurea cu plopi argintii, Editura Junimea;
- 2000 -- Clubul cocoșaților, editura Omega;
- 2002 -- Prețul tăcerii - Confesiunile criminalistului Andrei Zavera, editura Phobos;
- 2004 -- Misterele templului masonic, Editura Phobos;
- 2005 -- Agonia - Confesiunile criminalistului Andrei Zavera, Editura Phobos;
- 2005 -- Frică și putere, Editura Phobos;
- 2008 -- Cheia secretă, Editura Phobos.

### Dicționar explicativ
- 2007 -- Dicționar explicativ - DEX - masonic (volumule 1 și 2), Editura Phobos.